# キム・エドワーズ
キム・エドワーズ（英: Kim Edwards、1958年 - ）は、アメリカ合衆国の作家、教育者。ニューヨーク州の生まれ。彼女の処女作は、『メモリー・キーパーの娘』（The Memory Keeper's Daughter、2006年）で、これは「ニューヨーク・タイムズ」のベストセラー・リスト入りを果たし、2008年イギリスの出版賞であるセインズブリ―・ポピュラー・フィクション賞を受賞した 。
彼女は、1998年、短編集 The Secrets of a Fire King (1997)で1998年にはPEN/ヘミングウェイ賞、ホワイティング賞とネルソン・オールグレン賞に輝いている。この小説は、2008年にNHK出版から邦訳が出ている。映画化もされている。彼女はコルゲート大学の卒で、アイオワ大学のライターズ・ワークショップの出身である。その後、夫と共にマレーシア、日本、カンボジアで暮らし、英語を教えた経験を持つ。日本では、小田原市に2年間住んでいる。短編集には当時の経験が盛り込まれている。彼女は現在ケンタッキー大学でライティングを教えている。